# 広島市内の通り
広島市内の通り（ひろしましないのとおり）は広島県広島市内の愛称がつけられている通りの一覧である。主に旧市内である中区・東区・西区・南区が中心である。
これらの通り名は主に、1980年代に広島市が政令指定都市昇格に合わせて公募等により命名したものが多いが、それ以前から名前のあった通りも多くある。
通り名を "-" でつなげているものは、同一の県・市道が、区間により異なる名称になっていることを示す。

## 中区の通り
- 相生通り（昭和40年代までは別に「相生通り」と呼ばれる道があった。広島県道164号広島海田線・広島市道天満矢賀線・国道183号・国道54号別線）
- 駅前通り（広島市道駅前吉島線）
- 大手町通り（現在はあまり使われない通り名だが、道路は存在する。大手町筋とも）
- 城南通り（広島市道中広宇品線）
- 城北通り（広島市道駅前観音線）
- 千田通り（広島県道243号広島港線）
- 白島通り - 中央通り - 御幸橋西詰通り（広島市道御幸橋三篠線）
- 寺町通り - 舟入通り（広島市道横川江波線・国道183号・国道261号・広島県道265号伴広島線）
- 流川通り
- 中新地通り
- 並木通り - 地蔵通り（じぞう通り）
- 袋町裏通り
- 京口門通り
- 仏壇通り
- 平和大通り（「百メートル道路」とも呼ばれる。広島市道比治山庚午線）
- 本通（旧西国街道）
- 金座街
- えびす通り
- 鯉城通り（国道54号）
- 薬研堀通り
- 吉島通り（広島市道中島吉島線）

## 南区の通り
- 駅前通り（広島市道駅前吉島線）
- 比治山通り - 宇品通り
- 黄金山通り（広島県道86号翠町仁保線）
- 城北通り
- 城南通り - （比治山通りと一部重複） - 段原中央通り
- 御幸通り
- 大州通り（広島県道164号広島海田線）

## 西区の通り
- 空港通り（広島県道262号南観音観音線） - 中広通り - 城北通り（広島市道駅前観音線）
- 寺町通り - （城北通りと一部重複） - 可部街道
- 横川本通り
- 平和大通り - 宮島街道
- 城南通り
- 相生通り

## 東区の通り
- あけぼの通り
- 二葉通り（饒津ガード交差点 - 東蟹屋町交差点）（広島県道84号東海田広島線）
- 大内越通り
- 温品通り

## 佐伯区の通り
- 駅前通り
- コイン通り

## 安佐北区の通り
- 高陽中央通り（東区・安芸大橋南詰 - 中深川交差点） - 白木街道（中深川交差点 - 安芸高田市境）（広島県道37号広島三次線）
- 深川通り
- 久地街道（広島県道38号広島豊平線）

## 安佐南区の通り
- 安川通り
- 銀山門前通り（山本祇園地区を通る長束八木線の一部の名称。鎌倉室町時代（1300-1600年頃）、武田山に築かれていた銀山城の門前町だったことに由来する。）

## 広島における「電車通り」
他の都市において「電車通り（市電通り）」と言うと、最も主要な路線が走っている通りを指したり、そもそも1路線しかない都市では、自ずとその道が「電車通り」と呼ばれる。
しかし、広島市の場合は市内中心部に6路線が走っているため、軌道のある道は全て「電車通り」と呼ばれる。これではわかりにくいため、店舗の広告等では、沿線または行き先の町名・地名をつけて呼ぶが、その呼び方は一定していない。例えば白島線の場合、「白島電車通り」とも「鉄砲町電車通り」とも呼ばれる。また、単に「電車通り」とだけ呼称される場合は相生通りのことを指すことが殆どであるが、前述の通り軌道のある道は全て「電車通り」と呼ぶことが出来るため、判然としない。

## 国道
- 宮島街道（国道2号のうち庚午北交差点から廿日市市の宮島口駅前までの区間。厳密には庚午北交差点から市道を北上して西広島駅前が基点となるが、この市道は国道2号の旧道である。よく、かつての西国街道と誤解されるが、西国街道は現在もこの通りの裏道として残っている）
- 山陽道（国道2号のうち、安芸区内の区間…かつての西国街道）
- 祇園新道・鯉城通り（国道54号）
- 可部街道（国道183号（旧国道54号）…かつての雲石街道）
- 宇品通り（国道487号）
- 幕の内通り（191分かれ交差点 - 飯室交差点） - 加計街道（飯室交差点 - 安芸太田町境）（国道191号）
- 鈴張街道（飯室交差点 - 北広島町境）（国道261号）

## 広島の幹線道路
広島市は120万人を抱える都市であることから、都市高速道路が整備中であり、2010年4月には広島東ICと宇品・海田地区との行き来が出来る広島高速1号線（1号線は全線供用）と広島高速2号線、2014年3月には広島高速3号線の全線開通でネットワークが完成し、広島東 - 宇品 - 商工センターまでの行き来が容易になり、残すは5号線による広島駅北口までの整備と4号線の五日市ICへの直結のみとなっている。都市高速の料金はNEXCO管理の高速道路と同じく対距離制となっている。
広島市は都市高速より、国道のバイパス化が進んでいる。西広島バイパスは地域高規格道路に指定されているほか、祇園新道も4車線-8車線に整備され、中央分離帯にはアストラムラインが通っている。国道2号に関しては2023年3月19日に隣接する東広島市の西条バイパスとのバイパス接続が東広島バイパスの供用開始によって行われた。
NEXCO西日本の高速道路
| 道路名       | 市内のIC・JCT                                                 | 備考 |
| ------------ | ------------------------------------------------------------- | --- |
| 山陽自動車道 | - 28-1広島東 - 29広島 - 29-1沼田PA/SIC - 30広島JCT - 31五日市 | - 広島東は広島高速1号線・広島は国道54号と接続 - 沼田PA/SICはスマートIC - 将来は五日市が広島高速4号線と接続予定            |
| 中国自動車道 | - 26広島北JCT                                                 | - 市内にICは無し。 |
| 広島自動車道 | - 1広島北 - 2広島西風新都                                     | - 全線広島市内の路線である。 - 山陽自動車道と中国自動車道とのアクセス道。 - 広島・広島北の両JCTの標識に広島道の表示無し。 |

都市高速道路（広島高速道路）
| 道路名        | 車線数          | 備考 |
| ------------- | --------------- | --- |
| 広島高速1号線 | 4               | - 全線供用中（元は安芸府中道路で現在も標識に記載） - 2006年より山陽自動車道広島東ICと接続。 - 2010年4月26日に2号線と接続 |
| 広島高速2号線 | 4 一部暫定2車線 | - 2010年4月26日全線供用開始 - 名称は府中仁保道路 - 北は1号線・南は3号線と接続 - 東雲 - 仁保は暫定2車線区間。 - 広島呉道路・海田大橋と接続 |
| 広島高速3号線 | 4 一部暫定2車線 | - 2000年仁保 - 宇品の一部供用開始 - 広島南道路の一部であり、標識も設置。 - 広島呉道路・海田大橋と接続 - 2010年に2号線と接続。 - 2010年4月26日には吉島まで延伸。 - 2014年3月23日に観音まで延伸し全線開通。 - 上記の全通で観音-商工センター間の広島南道路と直結し商工センターまで往来可能。 |
| 広島高速4号線 | 4               | - 2001年全線供用開始 - 計画では五日市ICまでの接続。 - 路線の大半がトンネル - 主にひろしま西風新都と中心部アクセス道路。 |
| 広島高速5号線 | 暫定2車線       | - 2020年現在未供用 - 2022年度供用予定 - 1号線との接続予定 |

バイパス
| 道路名         | 国道番号                     | 区間                                    | 備考 |
| -------------- | ---------------------------- | --------------------------------------- | --- |
| 東広島バイパス | 国道2号                      | - 東広島市八本松町 - 安芸郡海田町       | - 事業名としては八本松西IC‐上瀬野ICが「安芸バイパス」、上瀬野IC‐海田西ICが「東広島バイパス」であるが、道路標識等の名称は「東広島バイパス」が包括して使用されている。 - 2006年中野IC - 海田東ICの一部供用開始 - 2014年3月29日午後4時より中野IC-瀬野西IC間開通。 - 2023年3月19日に残る八本松西IC‐瀬野西IC、海田東IC‐海田西IC（海田高架橋）の供用開始に伴い全線供用開始。 - 八本松西ICで西条バイパスと接続。 - 計画では海田西IC付近で広島南道路に接続する高架道路が分岐する予定。完成すれば海田大橋を介して広島高速3号とも接続予定。 |
| 新広島バイパス | 国道2号                      | - 安芸郡海田町 - 広島市西区観音本町     | - 広島市内で最も古いバイパス - 開通当時の本線は県道に移管されたため、現在はこちらが本線。若い市民には「新広島バイパス」の名前を知らないものも多い - 路線の殆どが平面道路。渋滞も多い |
| 西広島バイパス | 国道2号                      | - 広島市中区平野町 - 廿日市市地御前     | - 高規格道路指定。標識が全て緑 - 一部で渋滞も頻発 - 現在は市内中心部方面が観音新町まで、下りは観音本町から。 - 広島岩国道路廿日市ICと接続。 |
| 広島南道路     | 国道2号と広島市道            | - 安芸郡海田町 - 廿日市市地御前         | - 新広島バイパス・西広島バイパスに代わる2号線の高規格道路 - 海田町 - 仁保JCTは海田大橋、仁保JCT - 観音ICは広島高速3号線、観音 - 地御前JCT（広岩道廿日市IC・西広島BP合流予定）までは広島市管理の無料区間の3つで構成される。海田 - 観音間は有料区間。 - 海田大橋、広島高速3号、観音 - 商工センター間まで供用が開始されている。 - 宇品IC - 広島港入口交差点、吉島IC - 観音ICの側道は国道2号として管理されている。 |
| 祇園新道       | 国道54号 国道191号           | - 広島市中区基町 - 広島市安佐南区緑井   | - 中央分離帯に新交通システムアストラムラインが通っている。 - 山陽自動車道広島ICと接続。 - 祇園新橋など一部では渋滞が頻繁に発生する。 |
| 可部バイパス   | 国道54号 国道191号 国道261号 | - 広島市安佐北区可部南 - 安佐北区大林町 | - 国道191号・国道261号との重複路線。 |

その他高規格道路・有料道路
| 道路名       | 管理者      | 備考 |
| ------------ | ----------- | --- |
| 広島呉道路   | NEXCO西日本 | - 広島市と呉市を結ぶ国道31号の高規格道路 - 仁保JCTで広島高速2号線・広島高速3号線と接続 - 2010年6月より無料化社会実験の対象区間に指定されたため、全線無料となっていた。                                                           |
| 草津沼田道路 | 広島市      | - 商工センターと沼田地区を結ぶ道路である - 以前は利用する車は少なかったが、無料開放後は交通量も増加している。 - 計画以来、償還後無料化の方針であり、2010年3月20日で完全無料化。 - 一時期は広島高速道路への編入も提案されていた。 |
| 海田大橋     | 広島県      | - 広島湾を跨ぐ橋 - 広島南道路の一部として整備。 - 広島高速2号線・広島高速3号線と接続 |
| 広島熊野道路 | 広島県      | - 安芸郡熊野町と安芸区矢野（矢野ニュータウン）を結ぶ広島県道34号矢野安浦線のバイパス。 - 区間の大半がトンネル。通行量は多い。 - 開通以外有料だったが、2020年12月6日から無料化。                                                  |